# Trithrinax campestris
Trithrinax campestris is de botanische naam van een palm afkomstig uit Zuid-Amerika, van de vlaktes van Argentinië en West-Uruguay. De plant komt er voor langs de waterlopen en kent er zeer warme zomers en soms koude winters.
Ze vormt regelmatig een pol met drie of vier stammen, die tot 6 m hoog worden. De stammen dragen de resten van de oude bladeren en hebben vezels, die grote stekels vormen. De bladeren zijn groen tot groengrijs. De bloeiwijzen vormen zwavelgele bloempjes. De vruchten zijn klein en geelachtig.
In Nederland is de soort te kweken, maar moet ze absoluut in de volle zon: ze heeft veel warmte nodig om te kunnen groeien. De groei start zeer traag. De palm kan tegen kalkgronden en kan tegen droogte. De palm is winterhard tot -10 °C zonder schade. De plant kan moeilijk in pot gekweekt worden.